# Rolante
Rolante egy község (município) Brazília Rio Grande do Sul államában, Porto Alegre metropolisz-övezetében (Região Metropolitana de Porto Alegre, RMPA). Népességét 2021-ben 21 591 főre becsülték.

## Története
A gyarmatosítók érkezése előtt a térséget az Umbu-kultúra jellemezte, lakossága kaingang és guarani őslakosokból állt. A portugál hajcsárok 1735 körül egy kereskedelmi utat nyitottak (Caminho do Sertão), amelyen keresztül Viamão érintésével szállították a marhákat São Pauloba, és ekkor telepedtek le a mai Rolante környékén az első európaiak, az út mellett létesült pihenőhely mellett (a mai községközpont Avante futballpályájának környékén). A tulajdonképpeni gyarmatosítás azonban csak a 18. század második felében kezdődött; a legelső feljegyzés 1761-ből származik, amikor Ignácio de Madureira kormányzó földet adott José Ferreira de Carvalhónak. 1882-ben kezdődött a németek letelepedése, akik a „régi gyarmatokról” érkeztek Rolante (akkori nevén Alto Rolante) vidékére, 1890-ben pedig olaszok és lengyelek is jöttek. 1908-ban Giacomo Lodi, Carlos Franzoni és Miguel de Carli, egy gyarmatosító társaság tulajdonosai földterületeket szereztek a mai Rolantetól északkeletre, és a helynek a Nova Trípoli nevet adták.
1909-ben Rolantet Santo Antônio da Patrulha kerületévé nyilvánították. A hely fejlődött, jelentős volt mezőgazdasága és kereskedelme. Az 1920-as években további németek, később arabok és haitiak is letelepedtek. 1954-ben önállósodott és 1955-ben független községgé alakult. 1988-ban egyik kerülete, Riozinho kivált belőle, hogy önálló községgé alakuljon (magába foglalva a Nova Trípoli-i földeket is).
A rolante jelentése „gördülő”; José Maciel Júnior történész szerint a név onnan ered, hogy a patak, amely jelenleg a község határát képezi, áradásai idején mindent magával sodor.

## Leírása
Székhelye Rolante, további kerületei Boa Esperança és Rolantinho. A Rio dos Sinos völgyében fekszik, 95 kilométerre Porto Alegretől. Gazdaságában jelentős szerepet tölt be az ipar (lábbeli-, bútor-, élelmiszeripar, fafeldolgozás), de jelen van az elsődleges és a tercier szektor is (fakitemelés, állattenyésztés, illetve szolgáltatások, kereskedelem). Kulturális sokszínűsége igen nagy, és ma is tartják a gaúcho, német, olasz hagyományokat. Területe dombos-hegyes, a természeti szépségek (vízesések, túraútvonalak) egyedülálló élményt nyújtanak a turistáknak. A magasabb vidékek alkalmasak a szőlőtermesztésre, és számos családi borászat létesült.